# إلمر جي. هولاند
إلمر جي. هولاند هو سياسي أمريكي، ولد في 8 يناير 1894 في بيتسبرغ في الولايات المتحدة، وتوفي في 9 أغسطس 1968 في أنابولس في الولايات المتحدة. نشط حزبياً في الحزب الديمقراطي. وقد انتخب عضو مجلس ولاية بنسيلفانيا ‏ وانتخب عضو مجلس نواب بنسيلفانيا ‏ وانتخب عضو مجلس النواب الأمريكي ‏.